# كات داليا
كاتريانا ساندرا هيوغيت (بالإنجليزية:Katriana Sandra Huguet، ولدت في 29 يوليو 1990)، تعرف بشكل كبير بالاسم الفني كات داليا (بالإنجليزية:Kat Dahlia)، هي مغنية، كاتبة أغاني، مغنية راب أمريكية من ميامي، فلوريدا، ومعروفة بكلمات الأغنية "razor sharp" و "unique, aggressive flow". أصدرت أغنية الأولى "Gangsta" في مارس 2013، وأصدرت ألبومها الأول  My Garden في يناير 2015 مع Vested in Culture و Epic Records.

## الحياة الشخصية
ولد كاتريانا ساندرا هيوغيت من أم كوبية وأب لبناني كوبي في ميامي بيتش، فلوريدا في 29 يوليو 1990. بدأت غناء الراب بعمر ثمان سنوات وكتابة الأغاني بعمر خمسة عشر عاما. بعمر 18 عاما، بعدما ادخرت مالا من العمل كنادلة، قررت ترك ميامي والانتقال إلى نيويورك بعد شهر «لمجرد نزوة». بعد ذلك، أصبحت داليا متورطة فيما تصفه كـ«علاقة سامة»، التي اعتبرتها من بعد مصدرا للإلهام و «ذهب الكاتب».

## وصلات خارجية
- كات داليا على موقع IMDb (الإنجليزية)
- كات داليا على موقع ميوزك برينز (الإنجليزية)
- كات داليا على موقع أول ميوزيك (الإنجليزية)
- كات داليا على موقع ديسكوغز (الإنجليزية)